# Małgorzata Bogucka
Małgorzata Bogucka (ur. 9 grudnia 1954 w Warszawie, zm. 16 maja 2025) – polska lekkoatletka, sprinterka, wielokrotna mistrzyni Polski.

## Kariera
Odpadła w półfinale biegu na 60 metrów na halowych mistrzostwach Europy w 1974 w Göteborgu. Tak samo odpadła w półfinale biegu na 60 metrów na halowych mistrzostwach Europy w 1976 w Monachium. Zajęła 4. miejsce w sztafecie 4 × 100 metrów w finale Pucharu Europy w 1977 w Helsinkach.
Zdobyła mistrzostwo Polski w biegu na 100 metrów i biegu na 200 metrów w 1976 i 1977 oraz w sztafecie 4 × 100 metrów w 1973 oraz w 1976, a także brązowy medal w sztafecie 4 × 100 metrów w 1975. Była również wicemistrzynią Polski w hali w biegu na 60 metrów w 1974, 1976, 1977 i 1978 oraz brązową medalistką w 1975.
W latach 1973–1978 wystąpiła w ośmiu meczach reprezentacji Polski (19 startów), odnosząc 2 zwycięstwa indywidualne.
Była trzykrotną rekordzistką Polski w klubowej sztafecie 4 × 100 metrów (do wyniku 45,31 27 czerwca 1976 w Bydgoszczy).
Rekordy życiowe:
| Konkurencja        | Data i miejsce            | Wynik |
| ------------------ | ------------------------- | ----- |
| bieg na 100 metrów | 16 sierpnia 1977, Tallinn | 11,42 |
| bieg na 200 metrów | 30 lipca 1977, Bydgoszcz  | 23,28 |

Była zawodniczką Gwardii Warszawa.